# Lučko
Lučko je naselje u sastavu Grada Zagreba, u gradskoj četvrti Novi Zagreb – zapad. Nalazi se 8 kilometara jugozapadno od centra Zagreba uz autocestu Zagreb – Karlovac, Zagrebačku obilaznicu i staru cestu prema Karlovcu.
U blizini središta naselja nalazi se Zračno pristanište Lučko, koje je od 1947. godine pa do otvaranja Zračne luke Zagreb služilo kao glavna zagrebačka zračna luka. 
Također, u Lučkom se nalazi i sjedište Antiterorističke jedinice Lučko.

## Šport
- NK Lučko
- Stadion Lučko

## Poznate osobe
- Niko Božić, hrv. nogometni sudac

## Stanovništvo
Prema popisu stanovništva iz 2001. godine, naselje je imalo 2841 stanovnika te 890 obiteljskih kućanstava.
Prema popisu stanovništva iz 2011. godine, naselje je imalo 3010 stanovnika.
| broj stanovnika | 121   | 135   | 129   | 154   | 215   | 310   | 328   | 379   | 702   | 816   | 964   | 1320  | 1563  | 2013  | 2841  | 3010  | 2987  |
|                 | 1857. | 1869. | 1880. | 1890. | 1900. | 1910. | 1921. | 1931. | 1948. | 1953. | 1961. | 1971. | 1981. | 1991. | 2001. | 2011. | 2021. |

## Vanjske poveznice
- Lučko.info